# هوس‌های امپراتور
هوس‌های امپراتور یا کجا می‌روی (به لاتین: Quo Vadis: A Narrative of the Time of Nero) رمانی اثر هنریک سینکیه‌ویچ، نویسندهٔ اهل لهستان نوشته است.
رمان هوس‌های امپراتور دارای سه ترجمه به فارسی می‌باشد.
1. حسن شهباز انتشارات امیرکبیر (چاپ اول آن تحت عنوان هوس‌های امپراتور سال ۱۳۳۳)
2. ترجمه و اقتباس بهرام افراسیابی و تحت عنوان هوس‌های امپراتور انتشارات سخن
3. مهدی علوی انتشارات سمیر.